# Beschezk
Beschezk (russisch Бе́жецк) ist eine Stadt in der Oblast Twer (Russland) mit 24.522 Einwohnern (Stand 14. Oktober 2010).

## Geografie
Die Stadt liegt etwa 130 Kilometer nordöstlich der Oblasthauptstadt Twer an der Mündung des Flüsschens Ostretschina in die Mologa, einen linken Nebenfluss der Wolga.
Beschezk ist Verwaltungszentrum des gleichnamigen Rajons.
Die Stadt liegt an der auf diesem Abschnitt 1870 eröffneten Eisenbahnstrecke Jaroslawl – Rybinsk – Bologoje.

## Geschichte

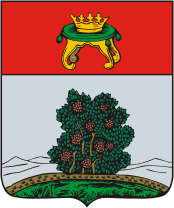
Altes Stadtwappen (1780)

In der Ernennungsurkunde des Nowgoroder Fürsten Swjatoslaw von 1137 wird eine etwa 20 Kilometer nördlich der heutigen Stadt gelegene Siedlung Beschitschi erwähnt. Etwa Anfang des 13. Jahrhunderts wurde sie zum Zentrum des großen Beschezki Werch genannten Gebietes am Oberlauf der Mologa im Osten der Republik Nowgorod.
Die Siedlung wurde 1272 bei Auseinandersetzungen zwischen den russischen Fürstentümern zerstört und die Verwaltung des Gebietes in die Festung Gorodezk an Stelle der heutigen Stadt Beschezk verlegt. Gegen Ende des 14. Jahrhunderts fiel Gorodezk an das Großfürstentum Moskau und erhielt 1433 mit Dmitri Jurjewitsch Krasny, einem Enkel Dmitri Donskois, einen eigenen Lokalfürsten.
1766 erfolgte die Umbenennung in Beschezk und 1775 die Verleihung des Stadtrechts als Verwaltungszentrum eines Ujesds in der Statthalterschaft Twer (seit 1796 Gouvernement Twer).

### Bevölkerungsentwicklung
| Jahr | Einwohner |
| ---- | --------- |
| 1897 | 9.450     |
| 1939 | 17.545    |
| 1959 | 26.921    |
| 1970 | 30.030    |
| 1979 | 30.638    |
| 1989 | 30.377    |
| 2002 | 28.643    |
| 2010 | 24.522    |

Anmerkung: Volkszählungsdaten

## Kultur und Sehenswürdigkeiten
Obwohl in der Sowjetzeit viele Kirchen der Stadt zerstört wurden, blieb eine Reihe erhalten: die Kreuzerhöhungskirche (Крестовоздвиженская церковь/Krestowosdwischenskaja zerkow) von 1670, die Verklärungskirche (Преображенская церковь/Preobraschenskaja zerkow) von 1772, die Kasaner Kirche (Казанская церковь/Kasanskaja zerkow) von 1775 und der Glockenturm der Mariä-Tempeleintritts-Kirche (Введенская церковь/Wwedenskaja zerkow) von 1682 (einziger Überrest des ehemaligen Mariä-Tempeleintritts-Klosters/Wwedenski monastyr), außerdem die Handelsreihen vom Beginn des 19. Jahrhunderts.
Beschezk besitzt ein Heimatmuseum.

## Söhne und Töchter der Stadt
- Alexei Araktschejew (1769–1834), General
- Alexei Tyranow (1801–1859), Maler
- Nil Popow (1844–1892), Historiker, der sich der Geschichte Serbiens, Bulgariens und Polens widmete
- Carl Alfthan (1860–1940), Offizier aus dem Großfürstentum Finnland und zuletzt Generalleutnant der Kaiserlich Russische Armee
- Wassili Andrejew (1861–1918), Balalaikavirtuose und Komponist
- Wjatscheslaw Schischkow (1873–1945), Schriftsteller
- Makari Potapow (1887–1949), Wasserbauingenieur und Hochschullehrer
- Alexander Samochwalow (1894–1971), Maler, Grafiker, Illustrator, Bildhauer und Bühnenbildner
- Weniamin Fleischmann (1913–1941), Komponist
- Wiktor Popow (1934–2008), Dirigent und Chorleiter

## Wirtschaft
Wichtigste Unternehmen der Stadt sind das Landmaschinenwerk Beschezkselmasch und ein Werk für Fahrzeugspezialausrüstungen. Daneben gibt es Betriebe der Textil- (Leinen) und Lebensmittelindustrie.
Fünf Kilometer südlich von Beschezk liegt die Luftwaffenbasis Dorochowo.